# Sirenă

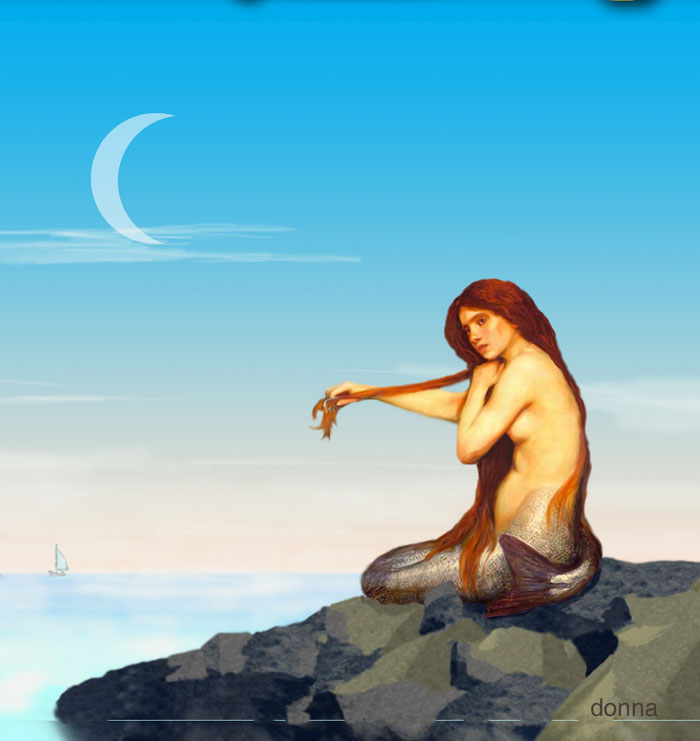
Reprezentare inspirată după pictura “A Mermaid” de John William Waterhouse (1900)

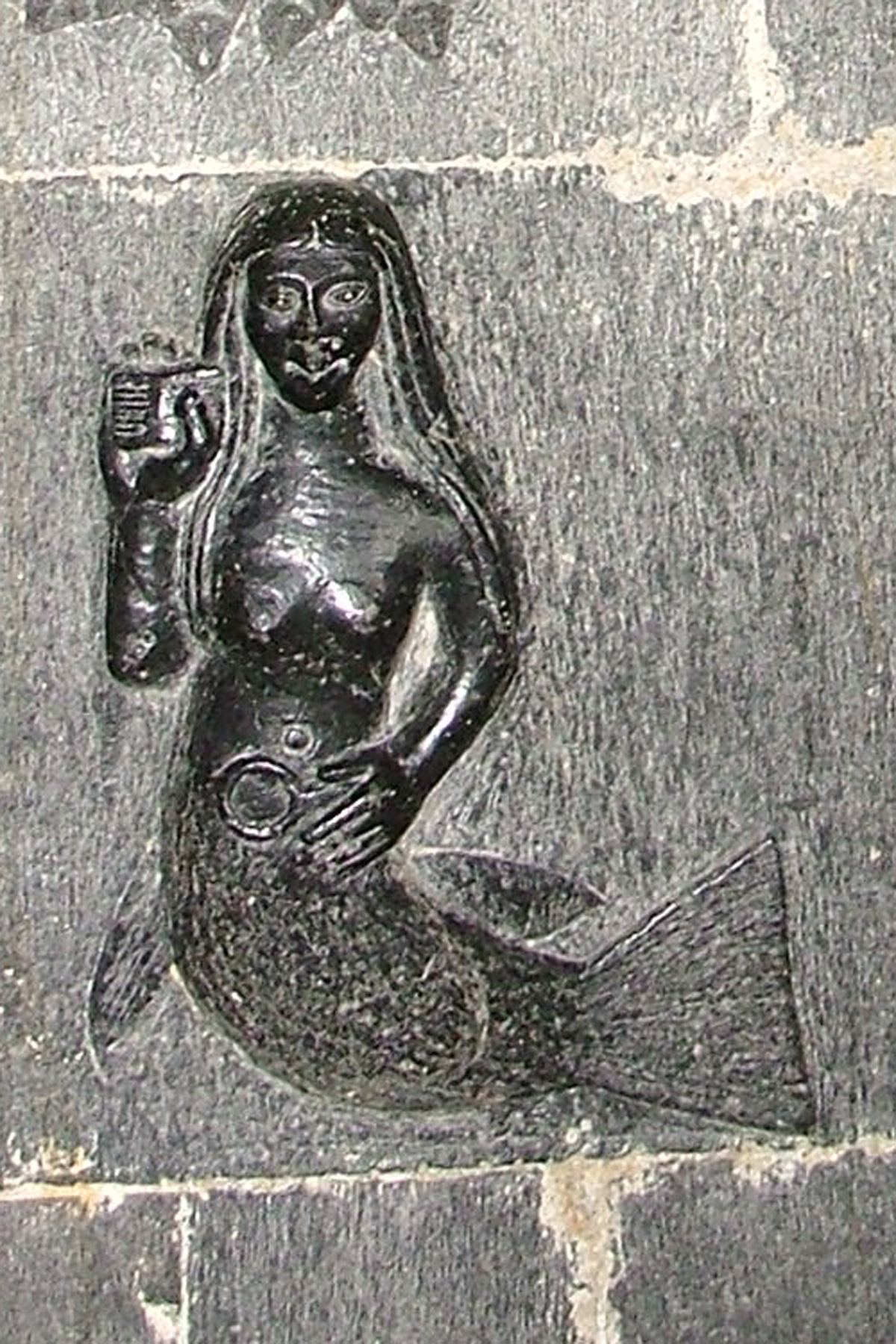
Reprezentare a unei sirene pe un perete al catedralei din Clonfert, Comitatul Galway, Republica Irlanda

Sirena este o ființă fabuloasă, din mitologia greacă, cu aspect de femeie, cu picioare și aripi de pasăre, mai târziu cu coadă de pește, care, prin cântecele ei, ademenea corăbierii în locuri primejdioase, unde aceștia își găseau adesea moartea.

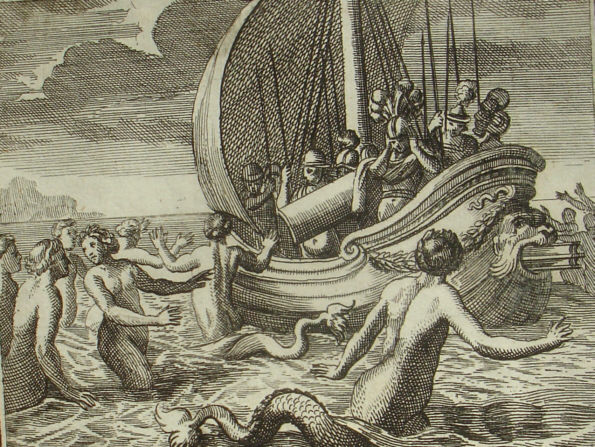
Reprezentare de Johann Ulrich Krauß, 1690

## Descriere
Prima mențiune documentară privind existența unor ființe jumătate pește jumătate om, numite sirene, este în Odiseea lui Homer. Sirenele erau de obicei trei la număr, jumătate femei, jumătate păsări (sau pești). Aveau voci minunate și prin cântecul lor, atrăgeau marinarii, care, pentru a le auzi cât mai de-aproape, ajungeau să-și sfărâme corăbiile de stânci. Ulise ar fi pățit la fel, dar, povățuit de vrăjitoarea Circe, s-a legat de catargul corăbiei, iar tovarășii lui și-au astupat urechile cu ceară pentru a nu mai auzi cântecul sirenelor.
În arta timpurie a Greciei, Sirenele erau reprezentate ca fiind păsări cu capete mari de femei, pene de pasăre și picioare înflorite. Mai târziu, au fost reprezentate ca figuri feminine cu picioare de pasăre, cu sau fără aripi, cântând la o  varietate de instrumente muzicale, în special harfe. Enciclopedia Bizantină Suda din secolul al zecelea spune că de la piept sirenele aveau forma de vrăbii, iar sub acestea erau femei sau erau mici păsări cu fețe de femei. Anume cu păsările au fost comparate din cauza vocii lor frumoase. Mai târziu, sirenele erau uneori descrise ca femei frumoase ale căror trupuri, nu numai vocile lor, sunt seducătoare.Inițial, sirenele s-au dovedit a fi bărbați sau femei, dar sirena masculină a dispărut din artă în jurul secolului al V-lea î.e.n.
Sirenele se leagă atât de povestea argonauților, cât și de lumea de dincolo și de regina infernului, Persefona. Unele tradiții le consideră fiicele Pământului, Geea. Locul în care acestea erau situate este considerat a fi pe o insulă din Marea Mediterană, dar există și alte presupuneri. 
Pentru grecii antici, sirenele erau niște femei cu coadă de pasăre, iar în Evul Mediu, toată lumea știa că sirenele sunt niște femei cu coadă de pește și glas ademenitor. Până și în secolul al XIX-lea, oamenii încă mai credeau în existența acestora.

## Întâlniri cu sirene
În carnetele sale, Leonardo da Vinci a scris despre sirene:" Sirena cântă atât de dulce încât îi înmoaie pe marinari să doarmă, apoi se urcă pe nave și ucide pe marinarii adormiți. "
În 1917, Franz Kafka a scris în "Silence of the Sirens": "Acum sirenele au o armă și mai letală decât cântecul lor, și anume tăcerea lor. Și, deși nu s-ar fi întâmplat niciodată așa ceva, este încă de presupus că cineva ar fi scăpat din cântecul lor, dar din tăcerea lor cu siguranță niciodată ".

### „Mica Sirenă“ din Copenhaga
Este amplasată pe o stâncă rotundă din portul Langelinie, fiind una dintre cele mai mari atracții turistice din Danemarca. Sculptura, cu o înălțime de 1,25 m și o greutate de 175 kg, expusă festiv la data de 25 august 1913, este creația sculptorului Edvard Eriksen (1876-1959). Capul sirenei a fost modelat după balerina Ellen Price, iar trupul nud după corpul soției sculptorului Eline. Din motive de siguranță originalul sculpturii se află păstrat într-un loc secret din Danemarca, în port aflându-se în prezent numai o copie.